# Лосев, Алексей Фёдорович
Алексе́й Фёдорович Ло́сев (в монашестве Андроник; 10/11 (23) сентября 1893, Новочеркасск — 24 мая 1988, Москва) — русский советский философ

, антиковед, филолог, переводчик, писатель, видный деятель советской культуры. Профессор, доктор филологических наук (1943), более 40 лет преподавал в Московском государственном педагогическом институте. Православный монах в миру́.

## Биография
Родился в семье донского казака — учителя физики и математики, впоследствии музыканта — и дочери священника. Дед был протоиереем. Лосев впоследствии характеризовал сам их как "средне-буржуазных". 
Отец оставит семью и Алексей будет воспитываться матерью. 
Окончил Новочеркасскую классическую гимназию с золотой медалью.
В 1911 году поступил на историко-филологический факультет Московского университета и в 1915 году окончил его сразу по двум отделениям — философскому и классической филологии. Учился у Сергея Ивановича Соболевского. 
В 1914 году побывал в Берлине в научной командировке, которая прервалась с началом Первой мировой войны. Под руководством профессора Н. И. Новосадского защитил кандидатскую работу «О мироощущении Эсхила», получившую одобрение поэта-символиста Вяч. И. Иванова. Был оставлен на кафедре классической филологии для приготовления к профессорскому званию. В 1910-х годах преподавал в Алфёровской женской гимназии. Был учителем в московских гимназиях, одновременно готовясь к магистерским экзаменам, которые успешно выдержал в 1917 году. Около трёх лет преподавал классическую филологию в Нижегородском университете, где был избран профессором (1919).
На заседаниях Психологического общества близко познакомился со многими религиозными философами. Был собеседником Семёна Франка, Николая Бердяева, Валентина Асмуса. Ученик Павла Флоренского.
Философию ему преподавать не разрешили. В нижегородском университете он занимал должность профессора классической филологии (с 1919), а в Московской консерватории (1922—1929) — профессора эстетики.
Преподавал во 2-м МГУ и Государственной академии художественных наук (действительный член).
Будучи научным сотрудником Института музыкальной науки (1922), Лосев внёс вклад в развитие философии музыки.
По конфиденциальным сведениям, поступившим в ЦК ВКП(б) из Краснопресненского райкома партии, Лосев однажды заявил на философском факультете, в присутствии коллег: «Да, я идеалист».
В 1922 году венчался с Валентиной Соколовой — дочерью бывшего предпринимателя, в квартире которого Лосев снимал комнату с 1918 года. Пару венчал Павел Флоренский — в Сергиевом Посаде в Ильинском храме.
3 июня 1929 года вместе с женой Валентиной тайно постригся в монахи от афонских старцев. Супруги Лосевы приняли монашеские имена Андроник и Афанасия. Тайное монашество практиковалось во время гонений на церковь в XX веке. Из монашеского облачения носил только скуфью — шапочку на голове. «Лосев и его супруга Валентина Михайловна, тоже учёный, астроном, принимают монашеский постриг, выразив тем самым единение веры и разума», — впоследствии характеризовала А. А. Тахо-Годи состоявшееся.
Вслед за Флоренским Лосев стал сторонником имяславия: «Бог не есть имя, но Имя — Бог». В рамках исследования античной эстетики слова и символа он изучал философию Имени как «изначальной сущности» мира.
Лосев писал про космос: «Самым прекрасным было живое материальное тело космоса с вечным, размеренным движением небесных сфер над неподвижной землей. Вся выразительность, то есть вся красота этого живого космоса заключается в геометрически-астрономических пропорциях и в музыкальной настроенности, рождающейся при вращении небесных сфер. Высшая красота для античного человека, погруженного в телесную стихию бытия, где боги обладают эфирным телом, обязательно космологична и одновременно мифологична, а, значит, космос есть предмет эстетического созерцания».
Резкий перелом в его жизни вызвало написание книги «Диалектика мифа» (1930), где он отвергал марксизм («Марксизм, — есть типичнейший иудаизм, переработанный возрожденческими методами, и то, что все основатели и главная масса продолжателей марксизма есть евреи, может только подтвердить это») и официальную философию — диалектический материализм. Он с женой был арестован в апреле 1930 года по Делу о Церковно-христианской монархической организации «Истинно православная церковь» и приговорён к 10 годам лишения свободы. Заключение отбывал на строительстве Беломорско-Балтийского канала, где почти полностью потерял зрение. Благодаря ходатайству первой жены Горького Екатерины Пешковой в 1933 году он и его жена, приговорённая к 5 годам, были освобождены. (Спутница семьи Лосева Аза Алибековна Тахо-Годи вспоминала впоследствии: «Лосевы скрывали от меня, что были в лагере. Ничего не знаешь — никогда не проговоришься».) По словам журналистов Игоря Иванова и Михаила Сизова, формальным поводом для ареста Лосева стал доклад Х. И. Гарбера «Против воинствующего мистицизма А. Ф. Лосева».
После возвращения из ссылки обратился к материалистической диалектике, вводя в свои исследования цитаты Маркса и Ленина.
Светлов рассказывал, что профессор Лосев, недавно уволенный из университета, назвал работу Сталина «О диалектическом и историческом материализме» наивной, а потом объяснял, что имел в виду её гениальную, почти античную простоту….
Рассказывали, что на вопрос, остались ли ещё в СССР философы-идеалисты, Сталину ответили: есть один, Лосев, на что Сталин сказал: «Один пусть останется».
В 1942—1944 годах — профессор кафедры истории философии МГУ.
С 1944 года — профессор в Московском государственном педагогическом институте.
После смерти Сталина у Лосева вновь появилась возможность публиковать свои работы. В его библиографии более 800 произведений, более 40 из них монографии. Учёный сотрудничал с «Философской энциклопедией» и третьим изданием БСЭ, с энциклопедией «Мифы народов мира» и «Философским энциклопедическим словарём».
В 1954 году супруга Валентина Михайловна умерла от рака. Алексей Фёдорович женился на сподвижнице Азе Алибековне Тахо-Годи.

Российская газета (интервью 2010 года — прим.): Аза Алибековна, Алексей Фёдорович и Валентина Михайловна были тайными монахами, а вы для них духовной дочерью. Но читаешь книгу [воспоминаний Тахо-Годи] и возникает ощущение, что вы были им настоящей дочерью… Почему к вам прилипло слово «вдова»?

Тахо-Годи: А вы разве не заметили, что я повсюду это опровергаю? И сейчас уже большей частью журналисты пишут «спутница жизни», «хранительница наследия».
После смерти Валентины Михайловны у нас с Алексеем Фёдоровичем, которого она оставила на меня, был официально зарегистрирован брак. Это была обычная история для того времени. Например, знаменитый московский священник отец Алексей Мечев (он прославлен как святой) направил свою духовную дочь к известному священнику, богослову, литературоведу Сергею Николаевичу Дурылину с тем, чтобы она с ним рядом жила и заботилась о нём. Им пришлось зарегистрировать брак, хотя мужем и женой они не были.
Постепенно у Лосева появился круг учеников и последователей среди интеллектуалов молодого поколения. Среди них С. С. Аверинцев, В. В. Асмус, В. В. Бибихин, П. П. Гайденко, Л. А. Гиндин, Г. Ч. Гусейнов, С. Б. Джимбинов, К. А. Кедров, В. А. Косаковский, А. В. Михайлов, Ю. Н. Холопов, С. С. Хоружий, В. П. Шестаков и другие известные учёные, философы, деятели искусства. Среди исследователей старшего поколения с Лосевым во второй половине XX века были близки В. Ф. Асмус, А. В. Гулыга, Б. И. Пуришев, А. Г. Спиркин.
В 1983 году в серии «Мыслители прошлого» вышла популярная книга «Вл. Соловьёв». Тираж книги сначала был полностью арестован, но потом распродан. Официальные органы вели двойную игру, то запрещая работы, то награждая всемирно известного учёного. Член Союза писателей СССР с 1983 года.
90-летний юбилей Лосева был отмечен чествованием в стенах МГПИ.
В 1980-х годах уже тяжело больной мыслитель открыто говорил ученикам и последователям о своей вере, проповедуя имяславие.
Незадолго до смерти учёный участвовал в съёмках документального фильма «Лосев», дебютной картины режиссёра Виктора Косаковского, вышедшей на экран в 1989 году.
К концу жизни Лосев стал практически слепым и различал только свет и тьму. В память о том, что и при глубоких нарушениях зрения можно достичь выдающихся творческих результатов, в Российской государственной библиотеке для слепых установлен бюст Лосева.
А. Ф. Лосев умер 24 мая 1988 года. Похоронен на Ваганьковском кладбище, на участке № 40. Рядом похоронена Тахо-Годи Муминат (Нина) Алибековна (1931—2021) — доктор филологических наук, специалист по французской литературе, младшая сестра Азы Тахо-Годи. Реабилитирован посмертно в 1994 году.

## Научная деятельность
Первый том «Истории античной эстетики» Лосева изменил традиционные представления об античности.
Книги по античной эстетике открыли тонкости античного идеализма — от Сократа, Платона и Аристотеля до мистической апофатики Плотина и неоплатоников.
Как отмечает член-корреспондент РАН Владимир Миронов, «познание по Платону — одна из высших форм эстетической деятельности. Это объясняет название труда Лосева „История античной эстетики“, который по существу является историей античной философии и культуры в целом, а не только эстетики».
Лосев — автор переводов Аристотеля, Плотина, Секста Эмпирика, Прокла и Николая Кузанского, Каллиста Катафигиота, Марка Эфесского, ареопагитского корпуса (из последнего сохранился только фрагмент). Редактор сочинений Платона (тома 1-3, 1968-72).
Написал монографии об эллинистическо-римской эстетике (1979) и эстетике Возрождения (1978).
М. А. Солопова называет А. Ф. Лосева наиболее авторитетным из отечественных философов-антиковедов XX века.

Виктор Троицкий в статье в «Новой философской энциклопедии» отмечал: 
Следуя философской традиции всеединства и персоналистским принципам паламитского богословия, Лосев построил системное мировоззрение, которое характеризуется как энергийный символизм и православно понятый неоплатонизм. Мир в этой системе рассмотрен как иерархийное и генологически (от греч. hen — «первоединое») заряженное целое, явленное в непрерывном саморазвитии единого живого телесного духа. Нераздельными мыслятся здесь и формы постижения мира — философская, мифолого-символическая и эстетическая. Ставя перед собой фронтальное задание логико-диалектического переосмысления и упорядочения знания, Лосев построил типологии различных фактических форм искусства, уточнил на единых подходах как научные «первые принципы» символизации, моделирования, структуризации, так и фундаментальные представления о Первопринципе (проблемы апофатизма и троичности, Софийное и Ономатическое Начала). Универсализм системы Лосев доказывал на материалах античной и христианской культур, филологии, лингвистики, музыковедения, логики, математики.

## Сохранение наследия
В Москве на Арбате,33 работает библиотека истории русской философии и культуры и мемориальный музей «Дом А. Ф. Лосева». Работой по сохранению творческого наследия философа руководит сотрудница и последняя спутница жизни профессора Аза Алибековна Тахо-Годи.
23 сентября 2006 года во дворе Библиотеки открыт первый в России памятник Лосеву — бронзовый бюст на гранитном постаменте работы заслуженного деятеля искусств России Василия Герасимова.
31 октября 2018 года в рамках Международного научного форума «А. Ф. Лосев как эпоха в истории русской культуры» при Институте филологии Московского педагогического государственного университета были открыты Центр русского языка и культуры имени А. Ф. Лосева и Мемориальный кабинет имени А. Ф. Лосева. Деятельность Мемориального кабинета направлена на освоение творческого наследия учёного и распространение его достижений в научной и учебной среде Института филологии МПГУ.

## Награды
- Орден Трудового Красного Знамени (1983 год)
- Государственная премия СССР (1986 год)[27]

## Крупные сочинения: монографии, учебники, повести
- О мироощущении Эсхила. Написано в 1914—1915 гг. 1-е изд.: Лосев А. Ф. Форма. Стиль. выражение. — М.: Мысль, 1996;
- Исследования по философии и психологии мышления. Написано в 1915—1919 гг. 1-е изд.: Лосев А. Ф. Личность и абсолют. М.: Мысль, 1999;
- Философия имени. 1-е изд.: М.: Изд-е автора, 1927. Философия имени / Снабжено концептуальным словарём В. И. Постоваловой. — СПб.: Издательство О. Абышко, 2015;
- Античный космос и современная наука. 1-е изд.: М.: Изд-е автора, 1927;
- Диалектика художественной формы. 1-е изд.: М.: Изд-е автора, 1927;
- Музыка как предмет логики. 1-е изд.: М.: Изд-е автора, 1927;
- Диалектика числа у Плотина. 1-е изд.: М.: Изд-е автора, 1928;
- Критика платонизма у Аристотеля. 1-е изд.: М.: Изд-е автора, 1929;
- Очерки античного символизма и мифологии. Т. 1 [2-й том не был создан]. 1-е изд.: М.: Изд-е автора, 1930;
- Вещь и имя. Книга создавалась во второй половине 1920-х гг. Сохранились: а) краткая редакция 1920-х гг. (1-е изд.: Лосев А. Ф. Бытие. Имя. Космос. — М.: Мысль, 1993); глава IV из утерянной полной редакции 1929 (1-е изд.: Лосев А. Ф. Личность и Абсолют. — М.: Мысль, 1999); краткая редакция 1933 (1-е изд.: Лосев А. Ф. Имя. — СПб.: Алетейя, 1997)[28];
- Диалектика мифа. 1-е изд.: М.: Изд-е автора, 1930 (конфисковано и уничтожено, сохр. лишь несколько экземпляров[29]). 1-е изд., дошедшее до читателя: Лосев А. Ф. Из ранних произведений. — М.: Правда, 1990. 1-е расширенное изд. (с включением дополнительных неопубликованных текстов): М.: Мысль, 2001; Диалектика мифа. Дополнение к «Диалектике мифа»: новое академическое издание, исправленное и дополненное. — М.: ЯСК, 2021;
- Николай Кузанский и средневековая диалектика. Книга написана в 1930. Полный текст утерян, сохранились фрагменты[30];
- Трио Чайковского: повесть. Написана в 1933;
- Встреча: повесть. Название дано А. А. Тахо-Годи. Написана в 1933;
- Метеор: повесть. Написана в 1930-х гг.;
- Женщина-мыслитель: Роман. Написан в 1933—1934. 1-е изд.: Москва. — 1993. — № 4—8;
- Самое само. Написано в 1930-х гг. 1-е изд.: Лосев А. Ф. Миф. Число. Сущность. — М.: Мысль, 1994;
- Диалектические основы математики. Написано в 1935 г. 1-е изд. (неполное): Лосев А. Ф. Хаос и структура. — М.: Мысль, 1997. Последняя глава книги, обнаруженная позже, впервые опубликована в кн.: Лосев А. Ф. Личность и Абсолют. — М.: Мысль, 1999. 1-е полное изд.: Москва: Academia, 2013;
- Античная мифология с античными комментариями к ней. Написано в 1930-е гг. 1-е изд.: Харьков—М.: Фолио; Эксмо, 2005;
- Теогония и космогония. Написано в 1930-е гг. 1-е изд.: Лосев А. Ф. Мифология греков и римлян. — М.: Мысль, 1996;
- Жизнь: повесть. Написана не ранее лета 1942[31];
- Олимпийская мифология в её социально-историческом развитии. 1-е изд.: Учёные записки МГПИ имени В. И. Ленина. — Т. 72. — Вып. 3. — М.: МГПИ имени Ленина, 1953;
- (Совм. с А. А. Сонкиной, Н. А. Тимофеевой, Н. М. Черёмухиной). Греческая трагедия. 1-е изд.: М.: Государственное учебно-педагогическое издательство министерства просвещения РСФСР, 1953.
- Эстетическая терминология ранней греческой литературы. 1-е изд: Учёные записки МГПИ имени В. И. Ленина. — М.: МГПИ имени Ленина, 1954. — С. 37—262;
- Введение в античную мифологию. 1-е изд.: Учёные записки Сталинабадского Государственного педагогического института. — Филологическая серия. — Сталинабад: СГПИ, 1954. — Вып. 5. — С. 193—306;
- Античная мифология в её историческом развитии. 1-е изд.: М.: ГУПИ, 1957;
- Гомер. 1-е изд.: М.: ГУПИ, 1960;
- Античная музыкальная эстетика. 1-е изд.: М.: Музгиз, 1960;
- Введение в общую теорию языковых моделей. 1-е изд.: М.: МГПИ имени Ленина, 1968;
- История античной эстетики. Ранняя классика. 1-е изд.: М.: Искусство, 1963;
- (Совм. с В. П. Шестаковым). История эстетических категорий. 1-е изд.: М.: Искусство, 1965;
- История античной эстетики. Софисты. Сократ. Платон. 1-е изд.: М.: Искусство, 1968;
- Проблема Вагнера в прошлом и настоящем. 1-е изд.: Вопросы эстетики. — М., 1968. — Вып. 8. — С. 67—196;
- (Совм. с А. А. Тахо-Годи, А. А. Сонкиной, Н. А. Тимофеевой, Н. М. Черёмухиной). Античная литература: учебник. 1-е изд.: М.: Просвещение, 1973;
- (Совм. с М. А. Тахо-Годи). Эстетика природы: Природа и её стилевые функции у Р. Роллана. Написано в 1970- гг.[32] 1-е изд: Киев: Collegium, 1998;
- История античной эстетики. Высокая классика. 1-е изд.: М.: Искусство, 1974;
- История античной эстетики. Аристотель и поздняя классика. 1-е изд.: М.: Искусство, 1975;
- Проблема символа и реалистическое искусство. 1-е изд.: М.: Искусство, 1976. Проблема символа и реалистическое искусство. — М.: Русскій мір, 2014;
- Античная философия истории. 1-е изд.: М.: Наука, 1977;
- (Совм. с А. А. Тахо-Годи) Платон. Жизнеописание. 1-е изд.: М.: Детская литература, 1977. Позже переиздано в серии «Жизнь замечательных людей» как часть книги «Платон. Аристотель»;
- Эстетика Возрождения. 1-е изд.: М.: Изд-во МГУ, 1978;
- История античной эстетики. Ранний эллинизм. 1-е изд.: М.: Искусство, 1979;
- Эллинистически-римская эстетика. 1-е изд.: М.: Изд-во МГУ, 1979;
- История античной эстетики. Поздний эллинизм. 1-е изд.: М.: Искусство, 1980;
- Диоген Лаэрций — историк античной философии. 1-е изд.: М.: Наука, 1981;
- (Совм. с А. А. Тахо-Годи) Аристотель. Жизни и смысл. 1-е изд.: М.: Детская литература, 1982. Позднее переиздано в серии «Жизнь замечательных людей» как часть книги «Платон. Аристотель»;
- Знак. Символ. Миф. Труды по языкознанию. — М., 1982;[26]
- Вл. Соловьёв. [Основная часть работы — большие фрагменты из создававшейся параллельно объёмной монографии «Владимир Соловьёв и его время»]. 1-е изд.: М.: Мысль, 1983;
- История античной эстетики. Последние века. 1-е изд.: М.: Искусство, 1988;
- Дерзание духа. 1-е изд.: М.: Политиздат, 1988;
- История античной философии: в конспективном изложении. 1-е изд.: М.: Мысль, 1989;
- Владимир Соловьёв и его время. 1-е изд.: М.: Прогресс, 1990;
- История античной эстетики. Итоги тысячелетнего развития. 1-е изд.: М.: Искусство, 1992;
- Жизнь. Повести. Рассказы. Письма. — СПб., 1993;[26]
- (Совм. с А. А. Тахо-Годи) Платон. Аристотель. — М.: Молодая гвардия, 1993. (ЖЗЛ, вып. 723);
- Имя. — СПб., 1997;[26]
- (Совм. с А. А. Тахо-Годи). Боги и герои Древней Греции. 1-е изд.: М.: Слово, 2002;
- От Гомера до Прокла: История античной эстетики в кратком изложении. — СПб.: Азбука, 2016;
- Николай Кузанский в переводах и комментариях: В 2 т. — Т. 1—2. — М.: Издательский дом ЯСК, 2016.

## Важнейшие статьи
- Абсолютная диалектика — Абсолютная мифология.
- Атеизм, его происхождение и влияние на науку и жизнь (16—17 июня 1909).
- Г. С. Сковорода в истории русской культуры.
- Двенадцать тезисов об античной культуре.
- Диалектика творческого акта.
- [Дополнения к «Диалектике мифа»], в том числе «Миф — развёрнутое магическое имя».
- Имяславие / перевод: с немецкого А. Г. Вашестова.
- Имяславие и платонизм.
- Критические заметки о буржуазной математической логике.
- Первозданная Сущность.
- Ранние диалоги Платона и сочинения платоновской школы.
- Романтические идеи в элегиях и балладах Жуковского.
- Средневековая диалектика.
- Творческий путь Владимира Соловьёва.
- Философия культуры.
- Философско-исторический подвиг Давида Непобедимого (1984).
- Эстетика природы.
- Эстетическая терминология Платона.

## Основные сборники произведений Лосева
В данном разделе перечислены наиболее значимые сборники с текстами Лосева.
- Из ранних произведений. — М.: Правда, 1990. — 656 с. — 60 000 экз. («Философия имени», «Музыка как предмет логики», «Диалектика мифа»)
- Страсть к диалектике. — М.: Сов. писатель, 1990. («В поисках смысла (Из бесед и воспоминаний)», «Русская философия», «Жизненный путь Вл. Соловьёва», «Философско-поэтический символ Софии у Вл. Соловьёва», «Мировоззрение Скрябина», «Письма из неволи (1930—1933)»)
- Философия. Мифология. Культура. — М.: Мысль, 1991. («Диалектика мифа» и др.)
- Жизнь: Повести, рассказы, письма. — СПб.: Издательство АО «Комплект», 1993.
- Лосев А. Ф., Тахо-Годи А. А. Платон. Аристотель. — М.: Молодая гвардия, 1993. («Платон. Жизнеописание», «Аристотель. Жизнь и смысл»)
- Бытие. Имя. Космос. — М.: Мысль, 1993. («Эрос у Платона», «Античный космос и современная наука», «Философия имени», «Вещь и имя»).
- Миф. Число. Сущность. М.: Мысль, 1994. 920 с. («Диалектика мифа», «Миф — развернутое магическое имя», «Первозданная сущность», «Абсолютная диалектика — абсолютная мифология», «Самое Само», «Критика платонизма у Аристотеля», «Диалектика числа у Платона»).
- Очерки античного символизма и мифологии. — М.: Мысль, 1993. — 959 с.
- Словарь античной философии. — М.: Мир идей; Акрон, 1995. (Статьи, написанные для IV и V томов «Философской энциклопедии»)
- Форма. Стиль. выражение. — М.: Мысль, 1996. («О мироощущении Эсхила», «Диалектика художественной формы», статьи)
- Мифология греков и римлян. — М.: Мысль, 1996. («Античная мифология в её историческом развитии», «Теогония и космогония»)
- Хаос и структура. — М.: Мысль, 1997. («Диалектические основы математики», «О методе бесконечно малых в логике», «Некоторые элементарные размышления к вопросу о логических исчислений бесконечно малых», «математика и диалектика»)
- Имя. — СПб.: Алетейя, 1997. («Вещи и имя» и др.)
- Мне было 19 лет: дневники, письма, проза. — М.: Русские словари, 1997.
- Личность и абсолют. — М.: Мысль, 1999. («Исследования по философии и психологии мышления», статьи)
- Самое само. — М.: Эксмо-пресс, 1999. («Философия имени», «Диалектика мифа», «Самое само»)
- Я сослан в XX век. — М.: Время, 2002. (Повести и рассказы)
- Высший синтез. М.: ЧеРо,, 2005. (Статьи 1910—1920-х годов)
- Лосев А. Ф., Лосева В. М. Радость на веки: Переписка лагерных времен. — М.: Русский путь, 2005. (Письма, стихи)
- Алексей Фёдорович Лосев: Из творческого наследия, современники о мыслителе. — М.: Русский мир, 2007.
- Тахо-Годи А. А., Лосев А. Ф. Греческая культура в мифах, символах и терминах. — СПб.: Алетейя, 2007. (Статьи)
- Вещь и имя. Самое само. — М.: Изд-во Олега Абышко, 2008.
- Имяславие. Ареопагитский корпус. — М.: Изд-во Олега Абышко, 2009. (Статьи)
- Alexeï et Valentina Lossev «La Joie pour l’éternité»: Correspondance du Goulag (1931—1933) / Trad. par L. Jurgenson, Ouvrage publié les conseils du prof. G. Nivat. Avant-propos de Georges Nivat; Préface d’Elena Takho-Godi; Postface de Luba Jurgenson. Genève: Edition des Syrtes, 2014. (фр.)
- На рубеже эпох: Работы 1910-х — начала 1920-х годов. — М.: Прогресс-Традиция, 2015.
- Вещь и имя. Самое само. — 2-е изд., испр. — СПб.: Издательство О. Абышко, 2016.

### На других языках
Переводы
- Омир. Прев. от рус. Симеон Хесапчиев. Publisher: Нар. просв., 1962. (болг.)
- Dialektika chudožestvennoj formy : Moskva 1927 : Nachdruck Alexander Haardt; Michael Hagemeister. München : O. Sagner, 1983.
- Aristotle / Alexei Losev, Aza Takho-Godi; Transl. by A. Graf. — M.: Progress, 1990. — 199 p. — (Man Through the Ages).
- Plato / Alexei Losev, Aza Takho-Godi; Transl. by P. Beryozkina. — M.: Progress, 1990. — 189 p. — (Man Through the Ages).
- Plēṭo. Language: Telugu.Publisher: Haidarābādu : Viśālāndhra Pablising Haus, 1995.
- Платон : Животоописание. Language: Bulgarian. Publisher: Лик Sofii︠a︡ Lik 1999.
- Проблемът за символа и реалистичното изкуство. Наука и изкуство, 1989.
- Философия на името : [Увод във феноменологическата философия]. Евразия Sofii︠a︡ Evrazii︠a︡ 1994.
- История на античната философия : Конспективно изложение. — Publisher: Лик Sofii︠a︡ Lik 1997. (болгарский язык)
- Самото само. — София: Захарий Стоянов. 2004. (болгарский язык)
- Hudba jako předmět logiky. — Olomouc : Refugium Velehrad-Roma, 2006. (чешский язык)
- Музиката като предмет на логиката / Алексей Лосев; Прев. Кръстяо Раленков. — Ив. Вазов Sofii︠a︡, 1996. (болгарский язык)
- Die Dialektik des Mythos. Trans. by Elke Kirsten. Published by A. Haardt. Hamburg: Felix Meiner Verlag. — 1994. Dialectica del mito. Trans. M. Kuzmina. — Bogota: Univ. Nac. de Colombia, 1998.
- A mítosz dialektikája Myth. Trans. József Goretity. — Budapest: Európa. — 2000
- Диjaлектика мита. Trans. И. Мариħ. — Belgrad: Zepter Book World. — 2000
- The Dialectics of Myth. Trans. Vladimir Marchenkov. — New York: Routledge. — 2002.
- Диалектика на мита. Trans. Е. Dimitrov. Pref. А. А. Takho-Godi. Sofia: Slavistika. — 2003. (болг.)
- 神話の弁証法 Shinwagaku josetsu : Hyōgen sonzai seikatsu o meguru tetsugaku by Aleksei Fedrovich Losev; Trans Fumikazu Osuka; Language: Japanese. Yokahama. — 2006.
- Losev A. F. The Dialectic of Artistic Form / transl., annot. and introd. by O.V. Bychkov; ed. by D.L. Tate. — München, Berlin, Washington: Verl. Otto Sagner, 2013. — 412 p. — (Arbeiten und Texte zur Slavistik. Bd. 96).
- Twelve thesis on antique culture / transl. by O. Kreymer, K. Wilkinson // Arion: A Journal of Humanities and the classics. 3-rd ser. — , 2003. — Vol. 11, № 1. Spring / Summer — P. 55-70.
- Filozofia rosyjska. Language: Polish. / transl. by Lilianna Kiejzik. Zielona Góra : Oficyna Wydawnicza Uniwersytetu Zielonogórskiego, 2007.
- Divadelní fanoušek. [z ruského originálu «Teatral» autorova rukopisu přeložila Alena Morávková]. Language: Czech. Praha : Volvox Globator, 2006.

Литература
- The life and thought of Aleksei Losev / ed. M.E. Sharpe. — New York, 1996. — (Russian Studies in Philosophy; Vol. 35, № 1).
- Жданов В. H. Лосев Алексей Федорович (1893—1988): Человек — мыслитель — писатель / В. Н. Жданов, Д. Судзуки. — Sapporo: Sapporo Univ., 1994. — 140 p. — (Culture and Language. 1994. Vol. 27, № 2). — На яп. яз.
- The dialectic in A.F. Losev’s thought. — New York, 2002. — 92 p. — (Russian Studies in Philosophy; Vol. 40, № 3).
- Aleksej Fedorovich Losev: Philosophy and the Human Sciences / ed. by R. Bird. — Dordrecht, 2004. — 249 p. — (Studies in East European Thought; vol. 56, № 2-3).
- A. F. Losev and Twentieth-Century Human Sciences. — New York, 2005. — 100 p. — (Russian Studies in Philosophy. Summer 2005. Vol. 44. № 1).
- Haardt A. Husserl in Russland: Phänomenologie der Sprache und Kunst bei G. Spet und Aleksej Losev. — München: Fink, 1993. — 280 S.
- Kusse H. Metadiskursive Argumentation: linguistische Untersuchungen zurrussischen philosophischen Diskurs von Lomonosov bis Losev. — München: Otto Sagner, 2004. — XVII, 592 S.
- Jubara A. Die Philosophie des Mythos von Aleksej Losev im Kontext «Russischen Philosophie». — Wiesbaden: Harrassowitz Verl., 2000. — IX, 219 S. — (Philosophische und soziologische Veröffentlichungen der Freien Universität Berlin; Bd. 30).
- Obolevitch T. Od onomatodoksji do estetyki. Aleksego Łosiewa koncepcja symbolu: Studium historyczno-filozoficzne. — Kraków: Wyd-wo WAM, 2011. — 569 s.
- L’œuvre d’Alekseï Losev dans le context de la culture européenne / éd. et trad. par M. Dennes. — Toulouse, 2010. — 357 p. — (Slavica Occitania; № 31 / Laboratoire «Lettres,Langages et Arts» (LLA-CREATIS); Univ. de Toulouse).
- Palamas, Bułgakow, Łosiew. Rozważania o religii, imieniu Bożym, tragedii filozofii, wojnie I prawach człowieka. — Warszawa: Wydawnictwo Naukowe Scholar Spółka z o. o., 2010. — 218 S.
- Aleksy Łosiew, czyli rzecz o tytanizmie XX wieku / pod. red. J. Uglika, E. Tacho-Godi, L. Kiejzik. — Warszawa: Wyd-wo Naukowe Scholar , 2012. — 465 s. — (Filozofia Rosyjska; t. 3).
- Takho-Godi Elena. Aleksei Losev And Vekhi: Strategic Traditions in Social Philosophy // Landmarks Revisited:The Vekhi Symposium 100 Years On / Ed. by Robin Aizlewood and Ruth Coates. — Boston: Academic Studies Press, 2013. — P. 214—241.
- Gusejnov G. Ch. The Linguistic aporias of Alexei Losev’s mystical personalism // Studies in East European Thought. — 2009. — № 61. — С. 153—164.